# Borda del Xinco
La Borda del Xinco és una borda del terme municipal de Conca de Dalt, dins de l'antic terme d'Hortoneda de la Conca, pertanyent a l'antiga caseria de bordes de Segan, al nord-est del terme.
Era una de les Bordes de Segan, la situada més al nord, a prop i al sud-oest de l'ermita de Sant Cristòfol de Montpedrós. És al nord de les bordes de Carrutxo i de Jaume de Sana. A llevant seu hi ha l'ermita de Sant Cristòfol de Montpedrós.